# گوگل داکس
گوگل داکس (به انگلیسی: Google Docs ) یک پردازشگر واژه استکه به عنوان بخشی از یک مجموعه نرم‌افزاری رایگان و متنی بر وب ارائه شده توسط شرکت گوگل در سرویس گوگل درایو خود است. این سرویس همچنین به ترتیب شامل گوگل شیت و گوگل اسلایدز ، صفحه گسترده و برنامه ارائه می‌شود. گوگل داکس به عنوان یک برنامه وب، برنامه تلفن همراه برای اندروید، آی‌او‌اس، ویندوز، بلک‌بری و به عنوان یک برنامه دسکتاپ در کروم اواس گوگل در دسترس است. این برنامه با فرمت های پرونده مایکروسافت آفیس سازگار است.  این نرم‌افزار به کاربران اجازه می‌دهد تا ضمن همکاری با سایر کاربران در زمان واقعی، فایل‌ها را به‌صورت آنلاین ایجاد و ویرایش کنند. ویرایش‌ها توسط کاربر با سابقه ویرایش، تغییراتی را ردیابی می کنند. موقعیت ویرایشگر با یک رنگ و نشانگر خاص ویرایشگر برجسته می‌شود. سیستم مجوزها کارهایی را که کاربران می‌توانند انجام دهند، تنظیم می‌کند. بروزرسانی‌ها با استفاده از یادگیری ماشین از جمله «کاوش»، ارائه نتایج جستجو بر اساس محتویات یک سند و «موارد اقدام»، ویژگی‌هایی را معرفی کرده‌اند که به کاربران امکان می‌دهد وظایف خود را به کاربران دیگر اختصاص دهند.

## ذخیره سازی خودکار
برخلاف مایکروسافت آفیس، لازم نیست به خاطر نگرانی بابت از دست رفتن تغییرات ایجاد شده، به صورت پیاپی فایل را ذخیره کنید. از آنجایی که گوگل داکس بعد از ایجاد هر فایل آن را به صورت خودکار در گوگل درایو ذخیره کرده و همچنین بعد از اعمال هر تغییر، سریعاً نسخه جدید را جایگزین نسخه قبلی می‌کند، دکمه‌ای تحت عنوان “Save” به منظور ذخیره‌سازی دستی درونش وجود ندارد.